# Supercúmulo Pisces-Cetus

Los supercúmulos en el área del cielo Pisces-Cetus son estructuras realmente grandes que juntas abarcan mil millones de años luz (y 50 grados en el cielo). A la distancia de 800 millones de años, se vuelve muy apagado. En este dibujo de las galaxias más brillantes que la magnitud 16 (de la base de datos HyperLeda), el supercúmulo es difícil de ver debido a la gran cantidad de galaxias ubicadas delante de él.
No confundir con el Complejo de Supercúmulos Pisces-Cetus.

## Cúmulos
Los supercumulos Pisces-Cetus son 3.

### Supercúmulo del Norte
- Abell 150
- Abell 152
- Abell 154
- Abell 158
- Abell 171
- Abell 179
- Abell 225
- Abell 257
- Abell 292
- Abell 311

### Supercúmulo del Centro
- Abell 76
- Abell 119
- Abell 147
- Abell 160
- Abell 168
- Abell 193
- Abell 195

### Supercúmulo del Sur
- Abell 2260
- Abell 4049
- Abell 4053
- Abell 2683
- Abell 2716
- Abell 2736
- Abell 14
- Abell 27
- Abell 2794
- Abell 2800
- Abell 74
- Abell 85
- Abell 86
- Abell 87
- Abell 2824
- Abell 114
- Abell 117
- Abell 121
- Abell 126
- Abell 127
- Abell 133
- Abell 151

- Datos: Q6135846